# Oligobothus
Oligobothus è un genere estinto di pesci piatti appartenente alla famiglia Bothidae, vissuto durante l'Oligocene. Il genere è stato descritto  sulla base di fossili rinvenuti in Romania e in Polonia. 

## Etimologia
Il nome generico Oligobothus deriva dalla combinazione di "Oligo-", in riferimento al'Oligocene, e Bothus, un genere attuale della famiglia Bothidae, con il significato di "Bothus oligocenico". 

## Descrizione
Oligobothus era un pesce piatto i cui occhi erano posti sul lato sinistro. La colonna vertebrale constava di 40 vertebre, di cui 10 vertebre precaudali e 30 caudali. Erano presenti myorhabdoi, ovvero piccole ossa intramuscolari. L'uroiale era ben sviluppato e a forma di amo da pesca, con il ramo dorsale più lungo di quello ventrale. La lunghezza standard dell'olotipo della specie tipo, Oligobothus pristinus, era di 37 millimetri, con un'altezza massima di 11,4 millimetri.

## Classificazione
Oligobothus è considerato il più antico membro della famiglia Bothidae, un gruppo di pleuronettiformi rappresentato attualmente da numerosi generi. La specie tipo, Oligobothus pristinus, venne descritta per la prima volta nel 2002 sulla base di fossili ritrovati nel Flysch dei Carpazi orientali, nella collina Cozla (Piatra Neamț) in Romania, in terreni risalenti all'Oligocene medio. Un'altra specie, Oligobothus polonicus, proviene da terreni coevi della Polonia (Krępak, Przysietnica e Wojtkowa) ed è stata descritta nel 2025.